# Jaskinia Damlataş
Jaskinia Damlataş (tur. Damlataş Mağarası) – jaskinia zlokalizowana po zachodniej stronie półwyspu w tureckiej miejscowości Alanya. Jest ona jaskinią lądową, do której dostęp jest od strony plaży Kleopatry. Odkryta została w 1948 roku w czasie budowy portu. Ze względu na kapiącą ze stalaktytów wodę nadano jej nazwę Damlataş, co oznacza Kapiący Kamień. Ocenia się, iż powstałe w jej wnętrzu formy nacieków (stalaktyty i stalagmity) pochodzą sprzed 15 tysięcy lat. Zaraz za wejściem ciągnie się 50 m korytarz, za którym jest grota posiadająca cylindryczny kształt i osiągająca wysokość 15 m, stamtąd też schodzi się na dno jaskini.
Temperatura w jaskini jest stała, zarówno latem jak i zimą, i wynosi 22°C, zaś wilgotność 95%. Powietrze w grocie składa się między innymi z 71% azotu, 20,5% tlenu oraz 10-12 razy większej ilości dwutlenku węgla niż w powietrzu na zewnątrz.
Jaskinia jest znana ze swoich właściwości leczniczych. Ze względu na panujący w jej wnętrzu mikroklimat, zalecane jest przebywanie w niej osobom ze schorzeniami astmatycznymi.